# Alfred Botella i Vicent
Alfred Alfons Botella y Vicent ( Alcoy, 1951) es un político y sindicalista valenciano, secretario general del Partido Comunista del País Valenciano (PCPV) entre 1997 y 2004, y diputado en las Cortes Valencianas en dos etapas, de 1983 a 1999 y de 2003 a 2007 y concejal del ayuntamiento de Campello del 2017 a 2019 por Compromís

## Biografía
Botella realiza sus estudios en el Colegio Salesiano y la Academia Almi de Alcoy. Inicia su vida laboral a los 11 años en un establecimiento comercial de su ciudad. En 1970 se afilia en la clandestinidad al Partido Comunista de España (PCE). Posteriormente regentó la librería valencianista Crida en Alcoy y se contribuyó a la organización del sindicato Comisiones Obreras (CCOO) del que formó parte de la dirección comarcal de l'Alcoià y de la Federación Textil en el País Valenciano.
En 1982 encabeza la candidatura del PCE por la circunscripción de Alicante a las elecciones generales españolas sin obtener representación incorporándose a las Corts Valencianes provisionales de la etapa preautonómica. En las primeras elecciones autonómicas, en 1983, resulta elegido revalidando el escaño en las sucesivas elecciones de 1987, 1991 y 1995. Fue consejero en la asamblea de la Caja de Ahorros del Mediterráneo en representación de Izquierda Unida del País Valenciano (EUPV) entre 1999 y 2003. En las elecciones de 2003 recuperó el escaño en Les Corts con la coalición de Izquierda Unida - La Entesa.
Internamente, Alfred Botella ha sido un destacado dirigente del PCPV donde llegó a ser secretario general entre 1997 y 2005 defendiendo una línea política aperturista frente a la posición del secretario general del PCE Francesc Frutos y cercana a la de Gaspar Llamazares, entonces coordinador de Izquierda Unida (IU). Este enfrentamiento le llevó a dimitir del cargo en diciembre de 2004. Botella se dio de baja como miembro del PCPV en 2007  en una carta dirigida a la secretaria general Marga Sanz en la que explicaba los motivos de la decisión.
En 2008, fue expulsado de EUPV junto a otros dirigentes como Joan Ribó por apoyar la escisión liderada por Mónica Oltra que propugnaba por una coalición electoral con el Bloc Nacionalista Valencià (BLOC) que se transformaría más adelante en la Coalició Compromís. Esta escisión se materializó en la creación del partido Iniciativa del Poble Valencià (IdPV), donde Botella milita desde 2011, y la coalición Compromís con el BLOC y los Verds. Botella ocupará diversas responsabilidades en el partido y en la coalición así como será miembro activo del colectivo local de El Campello (la Marina Baixa ) donde llegó a ser concejal en el ayuntamiento de 2017 al 2019 con responsabilidad de gobierno. 